# Agua, aceite y gasolina
Agua, aceite y gasolina es una obra de teatro en cuatro actos, escrita por Enrique Jardiel Poncela y estrenada en 1946.

## Argumento
Mario entra en un estado cercano a la locura, tras ser traicionado por su amante, María Leticia, con la que tenía planeado fugarse y que no aparece en la cita prefijada para la fuga en una gasolinera. Preocupados por el comportamiento de Mario, sus amigos consultan al Doctor Sarols, sugiriendo, como solución, que una muchacha semianalfabeta se haga pasar por la refinada Mª Leticia ante los ojos de Mario debido a su enorme parecido físico, y éste pueda así recuperar la cordura.

## Estreno
- Teatro de la Zarzuela de Madrid el 27 de febrero de 1946.
- Intérpretes: 
  - Antonio Vico (Mario Mariani)
  - Julio Sanjuán
  - Pilar Biener
  - Carmen Villa
  - Pedro Alburquerque
  - Manuel González
  - Paquita Gallego)
  - Carmen Norro
  - Carmen Henche
  - Charito Gallego
  - Felipe Neri
  - Luis Santonja
  - Mercedes Sillero
  - Antonio Armet
  - María Luisa Arias